# Петнистоклюн тукан
Петнистоклюн тукан (Selenidera maculirostris) е вид птица от семейство Туканови (Ramphastidae).

## Разпространение и местообитание
Разпространен е в Аржентина, Боливия, Бразилия и Парагвай.